# 上蔡県
上蔡県（じょうさい-けん）は中華人民共和国河南省の駐馬店市に位置する県。

## 行政区画
- 街道:蔡都街道、芦崗街道、重陽街道、臥竜街道
- 鎮:黄埠鎮、楊集鎮、洙湖鎮、党店鎮、朱里鎮、華陂鎮、塔橋鎮、東洪鎮、邵店鎮、五竜鎮、和店鎮、韓寨鎮、蔡溝鎮
- 郷:大路李郷、無量寺郷、楊屯郷、斉海郷、崇礼郷、東岸郷、小岳寺郷、西洪郷、百尺郷

## 名所
- 蔡国故城

## 人物
- 李斯